# Empijem pleuralne šupljine
Empijem pleuralne šupljine predstavlja oblik piotoraksa u kojem gusti gnoj ispunjava pleuralnu šupljinu. Empyema pleurae obično uzrokuje širenje infekcije iz pluća. Gnoj pritišće pluća. Upala pluća, apsces pluća, kirurgija toraksa i trauma su najčešći uzroci pojave empijema pleuralne šupljine. Torakocenteza može u rijetkim slučajevima dovesti do empijema.

## Simptomi
- Bol u grudima, koja se pogoršava dubokim disanjem
- Suhi kašalj
- Znojenje
- Groznica i tresavica
- Kratak dah
- Gubitak težine
- Opća slabost i malaksalost

## Dijagnoza
Tiše disanje ili struganje se može čuti stetoskopom (auskultacija). Na perkusiju (kuckanje) dobije se mukli zvuk na mjestu gdje je šum disanja tiši.
Sljedeće pretrage su potrebne:
- RTG snimak pluća
- CT pluća
- Antibiogram pleuralnog punktata
- Torakocenteza (punkcija prsišta)

## Tretman
Cilj tretmana je liječenje infekcije i uklanjanje gnoja iz prsišta.  Antibiotici se koriste za borbu protiv infekcije.  
Liječnici postavljaju torakalnu drenažu da bi se uklonio gnoj. Nekad je potrebna i torakotomija kada kirurg radi dekortikaciju (doslovno: uklanjanje kore) skidanjem visceralne pleure ako se pluća ne ekspandiraju (šire) dovoljno. Ponekad se i resecira dio pluća. Torakoskopija se koristi kao metoda za drenažu i lavažu pleuralne šupljine.
Postupak ovisi o uzroku i stadiju bolesti. Za stadij I bolesti dovoljna je torakocenteza. U ranoj fibrinopurulentnoj fazi (stadij II) toraskopska metoda se može uzeti kao metoda izbora. Videom asistirana torakalna kirurgija može riješiti multilokularna (više lokacija) žarišta bolesti i osigurati adekvatnu drenažu. Stadij III zahtijeva dekortikaciju i drenažu organiziranih multilokularnih žarišta. Nakon drenaže s dva drena irigacija (ispiranje) može pomoći da se brže razriješi infekcija.

## Prognoza
Kada je pneumonija (upala pluća) uzrok empijema, veći je rizik za smrtni ishod i trajnu leziju pluća. Ponekad je potrebna dugotrajna drenaža i antibiotska terapija. Međutim, veći broj pacijenata se potpuno oporavi od empijema.  

## Komplikacije
- Pleuralno zadebljanje
- Reducirana plućna funkcija
- Fibrotoraks (priraslice ovojnice pluća)

## Vanjske poveznice
- Images of Pleural Empyema from MedPix